# 小西真冬
小西 真冬（こにし まふゆ、1983年(昭和58年)1月6日 - ）は、日本の漫画家、モデル。トランスジェンダー。自身の性別適合手術などを題材としたエッセイ漫画『生まれる性別をまちがえた!』で知られ、連載作に「性転換から知る保健体育」や「猫ひろいました！」がある。性同一性障害やLGBT、SOGIについての講演も展開している。

## 来歴・人物
1983年1月6日生まれ、大阪府出身。女子と遊ぶことが多く、ぬいぐるみなどを好んだ。しかし『週刊少年ジャンプ』は好きで、小学3年生の頃には漫画家を志す。小学校高学年では男性ホルモンが不足しており、それに伴う見た目でいじめられたという。中学進学時にはいじめられないように茶髪やぐれた服装をした。
小西は兄も通っていた工業高校に進学。同級生に漫画も見せられるようになり、ぐれた格好もしなくなる。高校3年生のときにバンドを組み、ビジュアルバンド全盛だったことを言い訳に、化粧や女装をする。卒業後はトラクターの工場に勤務し、当初は寮生活。バンド活動は続けていた。その後付き合っていた年上女性と1年間同棲し、上京して入籍。アルバイトをしつつマンガ家をめざして活動した。
22歳のときにゲームに出てきた性同一性障害で女装しているキャラを見て、自身の女性性を認識。ホルモン療法を開始する。一方で、28歳からは漫画家のアシスタントに専念し、2014年には読み切り作品「ポーカーフェイス」が掲載される。2015年、タイでスポーンテクニックによる性別適合手術を受ける。婚姻関係を維持するため、性別は変更しなかった。2016年には自身の体験を基にした『生まれる性別をまちがえた!』を連載。翌年、単行本が発売される。
小西はトランスジェンダーモデルや、性別違和・LGBTに関する講演の講師としても活動。2017年にはTBSの『NEWSな2人』における「性的少数者の怒り！LGBT偏見問題徹底討論！」に出演。さらに同年7月から男性から女性になった経験を踏まえて性差を取り扱った漫画『性転換から知る保健体育』を連載。翌年3月には単行本が発売された。なお、2017年まで歯科医院に歯科助手として勤務していたという。
2018年4月には、夜間のジョギング中に受けた痴漢被害を漫画化してTwitterで公開。賛否両論の反響を呼んだ。遠藤達哉が2019年からジャンプ+で連載している「SPY×FAMILY」ではアシスタントを務める。同年12月から翌2020年の4月まで、マイナビ『くらしの本棚』において猫育てエッセイ漫画「猫ひろいました！」を全17回で連載。2021年11月にはTwitterに歯科治療の解説マンガを投稿し、反響を呼んだ。

## 漫画作品

### 連載作品
- 「生まれる性別をまちがえた!」、『ヤングエースUP』（2016年4月29日連載開始、完結[28][26]）
- 「性転換から知る保健体育 ～元男が男女の違いについて語る件～」、『ヤングエースUP』[28]（2017年7月14日連載開始、完結[32][5]）
- 「猫ひろいました！」、『くらしの本棚』 マイナビ[7]（2019年12月20日から2020年4月17日まで連載[8][36]）

### 読切作品
- 「ポーカーフェイス」、『ボカロコミックSELECTION GUMIcs BEST』 KADOKAWA、アスキー・メディアワークス、2014年、131-168頁、ISBN 978-4048663533。[16]
- 「女の幸せ」、『つればり第四号』 カノンコミック、2018年[37]

## 著書

### 単著
- 『生まれる性別をまちがえた!』KADOKAWA〈角川コミックス〉、2017年2月、ISBN 978-4041052389、NCID BB25484032。
- 『性転換から知る保健体育 ～元男が男女の違いについて語る件～』KADOKAWA、2018年3月、ISBN 978-4041068359。

### 分担執筆
- 「ポーカーフェイス」、COMIC@LOID編集部 編、株式会社インターネット 監修『ボカロコミックSELECTION GUMIcs BEST』 KADOKAWA、アスキー・メディアワークス、2014年、131-168頁、ISBN 978-4048663533。
- ヘルスメイク前健 編集、前田健作 写真『漫画家の仕事場: MANGA ARTISTS ROOM』 能下垂体出版部、2018年[38]。
- 「07 男性から女性になった夫」、LGBTER 著『LGBTと家族のコトバ』 双葉社、2018年、ISBN 978-4575314106、NCID BB27384946。
  - 「07 從男性變成女性的丈夫」、LGBTER 著『當我們說「愛」的時候 LGBT的親情與愛情，包容和接納』、2019年、ISBN 978-9865111595[注 6]。

## 出演
（ラジオ番組）
- Colourful Style ×（渋谷クロスFM、2019年8月26日放送）[39]

（テレビ番組）
- NEWSな2人「性的少数者の怒り！LGBT偏見問題徹底討論！」（TBS、2017年3月4日放送）[30][31]